# ウインズウイン
株式会社ウインズウイン（英: WINSWIN）は、テレビ番組の企画・制作の業務を行う制作プロダクションである。特にテレビ朝日系のバラエティ番組のディレクター担当者が多い。『めざましテレビ』などを長年にわたり制作、『M-1グランプリ』の制作も15年を超す老舗テレビ番組制作会社である。
20年以上に渡り「とれたて美味いもの市」「まるごと得ダネ市」というレギュラーのテレショップやインフォマーシャルを手掛けている。
1991年4月2日設立。

## 会社概要

### 所在地
- 〒106-0032　東京都港区六本木3-4-33
マルマン六本木ビル8F[1]

### 役員
- 代表取締役：高井孝平[1]
- 取締役：堀脇慎志郎[1]

## 主な担当実績

### テレビ番組

#### 1991年4月 - 1999年12月
レギュラー番組
- スーパーマリオクラブ（テレビ東京、TXN系列局全国ネット　1991年4月 - 1993年3月）
- めざましテレビ えっ 知らないの〜? って言われたくない（フジテレビ、FNS系列局全国ネット　1995年4月 - 1999年3月）
- めざましテレビ ちょっといいかも!? 早耳ランキング（フジテレビ、FNS系列局全国ネット　1999年4月 - 2000年3月）

スペシャル番組

#### 2000年代
レギュラー番組
- めざましテレビ 早耳ムスメのトレンド一番のり!（フジテレビ、FNS系列局全国ネット　2000年4月 - 2001年3月）
- いきなり!黄金伝説。（テレビ朝日、ANN系列局全国ネット　2000年4月 - 2016年9月）※
- めざましテレビ 早耳トレンドNo.1（フジテレビ、FNS系列局全国ネット　2001年4月 - 2007年3月）
- 銭形金太郎（テレビ朝日、ANN系列局全国ネット　2002年10月 - 2007年12月）※
- 激あま〜い（TBSテレビ、JNN系列局ほか一部ネット　2006年4月 - 9月）
- めざましテレビ MOTTOいまドキ!（フジテレビ、FNS系列局全国ネット　2007年4月 - 2012年3月）
- 今すぐ使える豆知識 クイズ雑学王（テレビ朝日、ANN系列局全国ネット　2007年10月 - 2011年9月）※

スペシャル番組
- 史上最強のメガヒット カラオケBEST100 完璧に歌って1000万円（テレビ朝日、ANN系列局全国ネット　2003年10月 - 2010年10月）※
- よゐこの無人島0円生活（テレビ朝日、ANN系列局全国ネット　2004年7月 - ）
- 日本全国徹底調査!好きなアニメランキング100（テレビ朝日、ANN系列局全国ネット　2005年9月）※
- 芸能人アニメ通が集結!徹底調査!!好きなアニメランキングベスト100（テレビ朝日、ANN系列局全国ネット　2006年10月）※
- すくいず! 遭遇難易度ランキングTV（テレビ朝日、ANN系列局全国ネット　2007年8月）※
- 一攫千金ヤマワケQ! "責任者はお前だ!"（ABCテレビ、ANN系列局全国ネット　2007年9月 - 2008年10月、過去5回放送）
- 超タイムショック（テレビ朝日、ANN系列局全国ネット　2008年3月 - 2014年9月、過去放送）

#### 2010年代
レギュラー番組
- 20マウス（TBS、JNN系列局ほか一部ネット　2011年4月 - 9月）※
- Oh!どや顔サミット（ABCテレビ、ANN系列局全国ネット　2011年4月 - 2013年3月）
- ストライクTV（テレビ朝日、ANN系列局全国ネット　2011年10月 - 2014年3月）※
- 千原芸能社（関西テレビ、FNS系列局ほか一部ネット　2012年1月 - 3月）
- めざましテレビ イマドキ（フジテレビ、FNS系列局全国ネット　2012年4月 - ）
- 健康カプセル!ゲンキの時間（CBCテレビ、JNN系列局全国ネット　2012年4月 - 、準レギュラー）※
- お願い!ランキングGOLD presents 眠れる才能テスト（テレビ朝日、ANN系列局全国ネット　2012年4月 - 9月）※
- 雑学家族（テレビ朝日、ANN系列局全国ネット　2012年4月 - 2013年3月）※
- 赤丸!スクープ甲子園（日本テレビ、NNS系列局全国ネット　2013年4月 - 8月）※
- Kis-My-Ft2 presents オフィスラーニングバラエティ OLくらぶ（テレビ朝日、ANN系列局ほか一部ネット　2014年10月 - 2015年3月）※
- 世界が驚いたニッポン! スゴ〜イデスネ!!視察団（テレビ朝日、ANN系列局全国ネット　2014年10月 - ）※
- キスマイ魔ジック（テレビ朝日、ANN系列局ほか一部ネット　2015年10月 - 2016年9月）※
- ビートたけしのTVタックル（テレビ朝日、ANN系列局全国ネット　2016年4月 - ）※
- 帰れまサンデー（テレビ朝日、ANN系列局全国ネット　2016年10月 - ）※
- 陸海空 こんな時間に地球征服するなんて（テレビ朝日、ANN系列局全国ネット　2017年4月 - ）※

スペシャル番組
- BRAINIEST 少年少女クイズ王No.1決定戦（テレビ朝日、ANN系列局ほか一部ネット　2012年1月）※
- 芸能人格付けチェック〜主婦芸能人に品格はあるのか!?スペシャル〜（ABCテレビ、ANN系列局全国ネット　2013年10月）
- 芸能人格付けチェック〜大御所芸能人に品格はあるのか!?スペシャル〜（ABCテレビ、ANN系列局全国ネット　2014年11月）
- 芸能人格付けチェック〜大物芸能人に常識はあるのか!?スペシャル〜（ABCテレビ、ANN系列局全国ネット　2015年3月）
- 芸能人格付けチェック〜一流芸能人に常識はあるのか!?スペシャル〜（ABCテレビ、ANN系列局全国ネット　2015年10月）
- 指原ペディア（NHK、総合テレビ　2015年12月）
- 芸能人格付けチェック〜一流芸能人に常識はあるのか!?前代未聞の4時間スペシャル〜（ABCテレビ、ANN系列局全国ネット　2016年4月）
- 芸能人格付けチェック〜一流芸能人に常識はあるのか!?スペシャル〜（ABCテレビ、ANN系列局全国ネット　2016年10月）
- 新タイムショック（テレビ朝日、ANN系列局全国ネット　2017年3月 - ）
- 芸能人格付けチェック〜一流芸能人に「和」の常識はあるのか!?スペシャル〜（ABCテレビ、ANN系列局全国ネット　2017年4月）